# Mas Auladell (Santa Cristina d'Aro)
El Mas Auladell és una masia neoclàssica de Santa Cristina d'Aro (Baix Empordà) inclosa a l'Inventari del Patrimoni Arquitectònic de Catalunya.

## Descripció
Masia de grans dimensions amb planta basilical i coberta a dues vessants distribuïda en dos nivells diferents, amb el carener al cos central perpendicular a la façana. Les obertures, distribuïdes simètricament, són totes emmarcades en pedra i allindades, excepte la porta d'entrada que és coronada per un arc rebaixat. Les façanes són arrebossades.
L'interior disposa d'una sala central que distribueix la resta de les dependències. L'escala d'accés al primer pis es troba a la part posterior, adossada a les corts.